# Vincent Dollmann
Vincent Dollmann, né le 19 août 1964 à Mulhouse, est un prélat catholique français, archevêque de Cambrai depuis le 15 août 2018.

## Biographie

### Formation
Vincent Dollmann passe son enfance à Kœtzingue. Il a suivi l'ensemble de sa formation en vue de la prêtrise au grand séminaire de Strasbourg et à la faculté de théologie catholique de Strasbourg. À l'issue de son premier cycle de formation il passe deux ans à l'Île Maurice avec les pères spiritains. De retour en France, il poursuit ses études avec le cycle de théologie et il obtient un DEA en théologie.
Il est ordonné prêtre le 25 juin 1990 pour le diocèse de Strasbourg. Il célèbre sa première messe le 1er juillet à l’église Saint-Léger de Koetzingue, dans laquelle il a été baptisé.
En 1995 - 1996 il reprend des études à l'institut de formation des éducateurs du clergé (IFEC) de Paris.

### Principaux ministères
Après son ordination, Vincent Dollmann est nommé aumônier du « séminaire des jeunes » de Walbourg jusqu'en 1996, puis il rejoint Strasbourg où il est directeur spirituel du grand séminaire, prédicateur et confesseur à la cathédrale et membres des bureaux diocésains pour l'éducation catholique et pour les vocations. En 2006, il est nommé curé de la paroisse Sainte-Madeleine de Strasbourg et vice-recteur du séminaire de Strasbourg de 2006 à 2009.
En 2009, il quitte Strasbourg pour Rome où il assure des fonctions à la congrégation pour l'éducation catholique et au séminaire français comme directeur spirituel.
Benoît XVI le nomme évêque titulaire de Cursola (de) et évêque auxiliaire de Strasbourg le 25 juillet 2012.

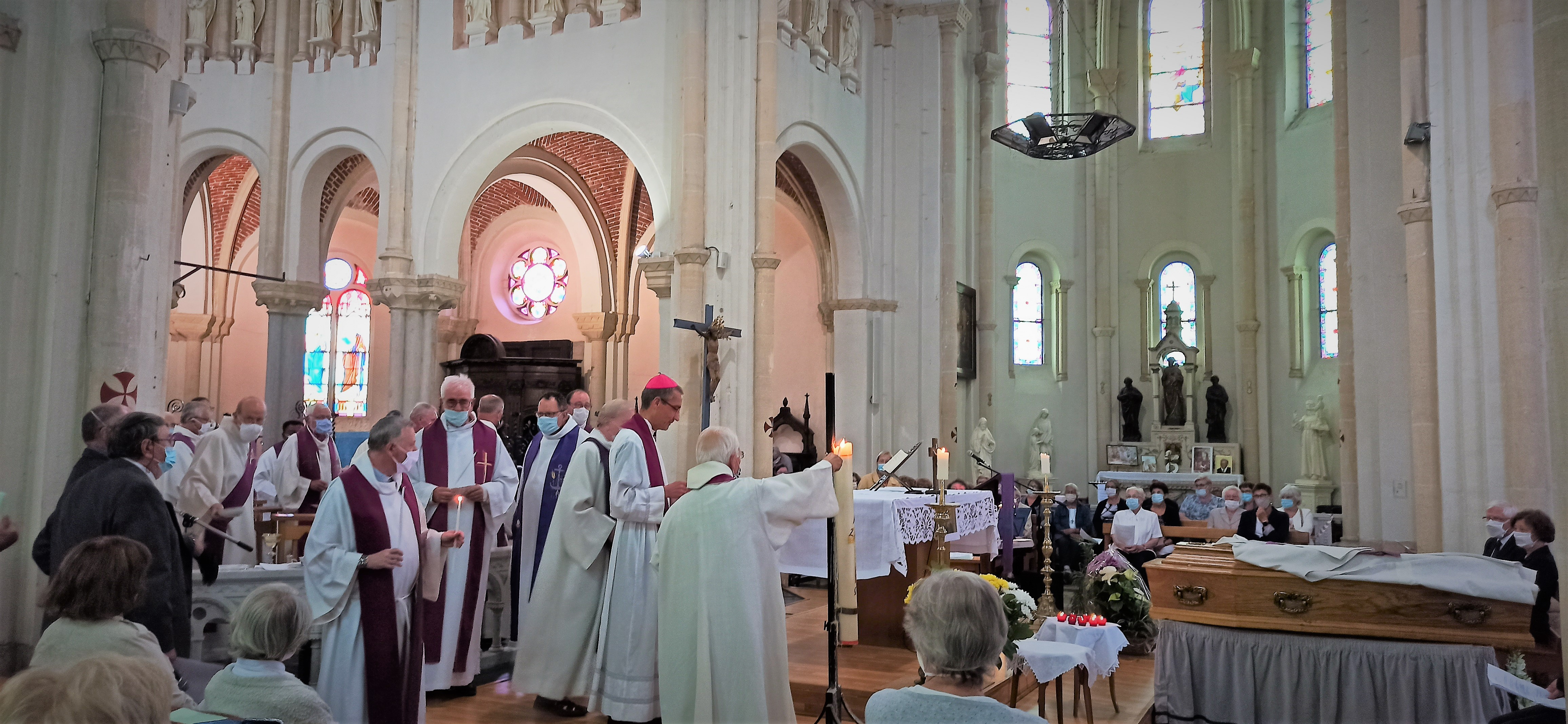
Vincent Dollmann à Auberchicourt lors de la messe faisant suite au décès père Guy Seulin (1933-2020).

Sa consécration épiscopale a lieu le 2 septembre suivant à Strasbourg. L'évêque consécrateur principal est Jean-Pierre Grallet et les deux évêques coconsécrateurs sont Christian Kratz et Jean-Louis Bruguès, mais on note aussi la présence d'autres évêques français, d'évêques allemands et suisse ainsi que de Nestor-Désiré Nongo-Aziagbia, de Joseph Doré et de Léon Hégelé.
Il choisit comme devise épiscopale une citation de la Deuxième lettre de saint Paul aux Corinthiens : « Caritas Christi urget nos » (« La charité du Christ nous presse ») (2 Co 5,14a).
En juin 2017, Dollmann est nommé supérieur du grand séminaire Sainte-Marie-Majeure de Strasbourg pour une durée d’un an.
Le 25 mai 2018, Dollmann est nommé par le pape François archevêque coadjuteur de l’archidiocèse de Cambrai. Il en devient l’archevêque ordinaire le 15 août 2018, après la mort de François Garnier.